# Sartrouville
Sartrouville es una ciudad francesa situada en el departamento de Yvelines, en la región de Isla de Francia. Sartrouville está situada en la parte noroeste de la aglomeración de París a 17 km del centro de la capital francesa.

## Nombre
En la Edad Media el nombre Sartrouville fue documentado en latín medieval como Sartoris Villa. El origen y el significado de Sartoris Villa continúa en debate. Algunos piensan que el nombre proviene del patronímico romano Saturus (probablemente un terrateniente Galo-Romano) y significa "estado (villa) de Saturus". Otros creen que la palabra sartoris proviene del participio pasado de exsartum ("brozado por cultivo"), a su vez de sartum ("azada"), y significa "finca de los despejadores de tierra", probablemente en referencia a la deforestación que tomó lugar alrededor de Sartrouville en la antigüedad o en la Alta Edad Media para permitir el cultivo de la tierra. La segunda interpretación parece más aceptable. La azada es uno de los elementos o "muebles" que se muestran en el blasón de la ciudad.

## Demografía
| 1 717 | 1 806 | 1 661 | 1 740 | 1 775 | 1 666 | 1 741 | 1 662 | 1 656 | 1 632 | 1 631 | 1 697 | 1 691 | 1 730 | 1 793 | 1 863 | 2 215 | 2 211 | 2 550 | 3 602 | 5 847 | 10 750 | 17 354 | 17 866 | 17 494 | 21 743 | 31 267 | 40 277 | 42 253 | 46 197 | 50 329 | 50 219 | 51 601 |
| Para los censos de 1962 a 1999 la población legal corresponde a la población sin duplicidades (Fuente: INSEE [Consultar]) |       |       |       |       |       |       |       |       |       |       |       |       |       |       |       |       |       |       |       |       |        |        |        |        |        |        |        |        |        |        |        |        |

## Administración
| Período   | Identidad          | Partido                                              | Autoridad |
| --------- | ------------------ | ---------------------------------------------------- | --------- |
| 1950-1952 | Henri Rougelot     |                                                      |           |
| 1952-1956 | Jean David         |                                                      |           |
| 1956-1957 | Gustave Crocq      |                                                      |           |
| 1957-1959 | Eugène Gruel       |                                                      |           |
| 1959-1989 | Auguste Chrétienne | Partido Comunista Francés                            |           |
| 1989-1995 | Laurent Wetzel     | CDS (centro-derecha) y después Derecha (sin partido) |           |
| 1995-     | Pierre Fond        | RPR (gaullista) después UMP (derecha republicana)    |           |

## Transporte
Sartrouville tiene una estación Sartrouville y se puede ir con el tren a París con el RER línea A y también con la línea SNCF Transilien Paris – Saint-Lazare. Hay líneas de autobuses para ir a La Defense (línea RATP), Le Vésinet, Montesson o Houilles.